# Vertente do Lério
Vertente do Lério è un comune del Brasile nello Stato del Pernambuco, parte della mesoregione dell'Agreste Pernambucano e della microregione dell'Alto Capibaribe.